# Hubert Lyautey
Louis Hubert Gonzalve Lyautey GCTE (Nancy, 17 de novembro de 1854 — Thorey, 27 de julho de 1934) foi um militar francês que se destacou nas guerras coloniais e foi o primeiro residente geral do Protetorado Francês de Marrocos de 1912 a 1925, ministro da guerra durante a Primeira Guerra Mundial, Marechal de França em 1921, além de académico. É frequentemente considerado o construtor do império colonial francês. A sua divisa, tradicionalmente atribuída ao poeta inglês Percy Shelley, ficou célebre: «La joie de l'âme est dans l'action» (no original em inglês: The soul's joy lies in the doing; "A alegria da alma está na ação").

## Biografia

### Educação militar
O pai de Louis Hubert Lyautey, Just Lyautey, um "engenheiro de pontes e calçadas" formado na École Polytechnique, era descendente de uma família originária da comuna de Vellefaux, no Franco-Condado, instalada na Lorena, que se distinguiu durante as campanhas militares do Primeiro Império. A sua mãe, Laurence de Grimoult de Villemotte, era filha de um fidalgote descendente de uma família da nobreza da Normandia. Louis Hubert era sobrinho, neto (o seu avô era o general Hubert-Joseph Lyautey, chefe dos exércitos de Napoleão Bonaparte, marechal de campo e senador)  e tatara-neto de oficiais generais.
Quando tinha dois anos, saltou de uma varanda do primeiro andar do hôtel de la Reine, na praça Stanislas de Nancy, onde morava então a sua família. Tratado pelo cirurgião Velpeau, durante dez anos tem que usar um colete, o que o obriga a ficar frequentemente de cama mas lhe desenvolve um gosto por livros. Este acidente vai ter consequências sobre o seu temperamento e psicologia. Imobilizado, passa os seus tempos livres a ler livros de história e extasia-se com a epopeia napoleónica e pelos relatos de exploradores, viajantes e missionários, ao mesmo tempo que é mimado pela sua avó materna, pela mãe e pela tia Berthe.[carece de fontes?]
O seu pai matricula-o no Liceu Sainte Geneviève, então situado no 5º arrondissement de Paris, para que ele se preparasse para o concurso de admissão à École Polytechnique para se tornar engenheiro. Mas, marcado como a maior parte dos jovens da sua geração pela derrota francesa na guerra franco-prussiana de 1870, e dotado de uma vontade tenaz, Lyautey consegue entrar na Escola Militar Especial de Saint-Cyr, perto de Versalhes, no curso arquiduque Alberto (1873–1875). Apesar das suas notas serem excelentes não gosta da escola e alimenta os seus pensamentos com sonhos de grandeza e de uma profunda busca espiritual.[carece de fontes?]
É nessa época que conhece Prosper Keller, Olivier de Fremond e Albert de Mun, com quem frequenta os círculos católicos. Após sair da escola leva uma vida mundana em Paris, de um jovem oficial da sua patente, mas em plena busca espiritual. Não esconde as suas opiniões católicas e legitimistas, quando a França se tinha então tornado republicana. Segundo alguns historiadores, pondera também seriamente a questão da vocação religiosa e por duas vezes faz retiros nas montanhas, no mosteiro da Grande Chartreuse.

### Carreira militar
Em 1875, classificado em 29º lugar entre 281, sai de Saint-Cyr e é incorporado no 26º Batalhão de caçadores de Infantaria (chasseurs à pied). Dois anos mais tarde é promovido a tenente e durante uma licença faz tenções de empreender uma viagem através da Europa, em direção à Áustria, com o objetivo secreto de conhecer o conde de Chambord no exílio. No entanto, acaba por desistir e parte durante dois meses para a Argélia como o seu camarada Prosper Keller. Esta primeira descoberta da Argélia encanta-o. De regresso, não fica muito temoo em França, pois o 2º de Hussardos a que pertence é transferido para a Argélia.[carece de fontes?]
Passa dois anos na Argélia, primeiro em Orléansville (Chlef) e depois em Argel. Critica a política colonial francesa e advoga um «sistema mais civilizado e mais humano». Lyautey é conquistado pelo orientalismo e transforma os seus apartamentos em palácios das mil e uma noites e mostra-se muito respeito pela civilização local e pela religião muçulmana.[carece de fontes?]
Em 1882 é promovido a capitão e é transferido para o 4º Regimento de Caçadores a Cavalo, em Bruyères, nos Vosges. Aproveitando as autorizações para se apresentar em Itália, viaja para Roma, passando por Gorizia, então parte do Império Austro-Húngaro, local de exílio do conde de Chambord. Este, ciente dos rumores sobre o  Ralliement ("reunião") do papa Leão XIII à república francesa, encarrega Lyautey de uma missão junto do papa, que o recebe em audiência a 18 de março de 1883. Lyautey sai dessa audiência visivelmente desapontado, pressentindo que a opinião do papa é definitiva.[carece de fontes?]
Pouco depois, por ocasião de uma revista às tropas, Lyautey conhece o general L'Hotte, inspetor da cavalaria, que, impressionado pela personalidade do jovem oficial, o nomeia seu ajudante de campo. Durante os quatro anos passados junto a L'Hotte, Lyautey viaja muito através da França e das suas cidades de guarnição e inicia-se na tática militar, então em completa renovação. Também leva uma vida muito mundana em Paris na província, frequentando os salões da alta sociedade e ligando-se a escritores e artistas.[carece de fontes?]
Nessa altura Lyautey deixa-se tomar pouco a pouco pelo ceticismo religioso, mas os anos passados em guarnição e o seu regresso ao contacto com a tropa (foi colocado em 1887 no 4º Regimento de Caçadores a Cavalo) foram suficientes para alimentar o seu espírito que amadurecia ideias inovadoras sobre a função do exército. Em 1891 publica um longo artigo na célebre Revue des deux Mondes ("Revista dos Dois Mundos") sobre o papel social do oficial. Este texto, não assinado (para cumprir os regulamentos então em vigor), mas cujo autor foi rapidamente conhecido, provocou um intenso debate, pois defendia a ação educativa do exército, além da sua função puramente militar. A publicidade feita em redor deste artigo fundador e a grande visibilidade do oficial não prejudicarão a sua carreira. Na primavera de 1893 é colocado no 12º de Hussardos, em Gray, Haute-Saône.
Mais tarde serve na Indochina, de 1894 a 1897 (posto que teria sido escolhido para evitar a proposta de casamento de uma dama de boas famílias), inicialmente no estado-maior do corpo de ocupação em Hanoi, Tonquim, depois na qualidade de chefe do gabinete militar do governador-geral Armand Rousseau. É em Tonquim que conhece Gallieni, que volta a encontrar em Madagáscar, onde esteve destacado de 1897 a 1902. Esta experiência junto do general que tinha construído a sua reputação nas colónias marca-o profundamente. Em Marrocos, Lyautey desejará sempre "construir", em benefício do povo "colonizado".
Em 1895, durante o auge do caso Dreyfus, Lyautey exprime as suas dúvidas sobre a culpabilidade do acusado nas suas cartas:
| “ | O que aumento o nosso ceticismo é que nos parece discernir uma pressão da chamada opinião ou melhor dito da rua, da turba [...] Esta berra pela morte desse judeu, porque ele é judeu e o a antissemitismo está na moda. | ” |

Promovido a coronel em 1900, general de brigada em 1903 e general de divisão em 1907, Lyautey obtém em 1908 o comando da divisão de Orão, na fronteira com Marrocos. Cruza-se vários vezes com Charles de Foucauld.

### Marrocos
Em março de 1907 recebeu ordens para ocupar Oujda, como represália do assassinato em Marraquexe do doutor Mauchamp. Em novembro do mesmo ano reprimiu o sublevamento na região dos Beni Snassen e foi nomeado alto-comissário do governo para a zona marroquina ocupada na região de Oujda. Em março de 1912, o Tratado de Fez estabeleceu o Protetorado Francês no Império Cherifiano, do qual Lyautey foi o primeiro residente geral (governador). Empreende a chamada "penetração pacífica" de Marrocos, apesar do início da Primeira Guerra Mundial.
Como residente geral deixará uma marca profunda na sociedade e urbanismo marroquinos. Impulsiona numerosas obras em diversos domínios, como a agricultura, silvicultura (com Paul Boudy), etc. Ligado à cultura local, como a escritora Isabelle Eberhardt de quem foi íntimo, publica várias leis que visam proteger os centros antigos das grandes cidades (as cidades coloniais srão construídas na periferia das almedinas ou a estabelecer regras estritas que deixam ao marroquinos espaços de liberdade (por exemplo, interdição para os não muçulmanos de entrar nas mesquitas).
Durante a Primeira Guerra Mundial, Lyautey foi ministro da Guerra do governo de Aristide Briand, entre dezembro de 1916 e março de 1917.
Depois disso voltou para Marrocos e fui promovido a Marechal de França em 1921. Mas durante o governo de Paul Painlevé foi-lhe retirado o comando das tropas envolvidas na luta contra a rebelião de Abd el-Krim, o qual foi confiado a Philippe Pétain. Lyautey demite-se e volta definitivamente a França em 1925. Neste contexto (colonialismo, ocupação) e durante a sua passagem por Marrocos, ele teria afirmado que «a França deve ser uma grande pontência muçulmana».
| “ | No fundo, se eu fui bem sucedido em Marrocos, na tarefa que o governo da República me tinha confiado, foi pelas mesmas razões que me tornavam inútil em França [...] Tive sucesso em Marrocos porque sou monárquico e dei comigo num país monárquico. Havia o sultão, que eu nunca deixei de respeitar e apoiar-lhe a autoridade [...] Eu era religioso e Marrcos é um país religioso [...] Acredito que não há vida nacional possível e próspera, e natural, que não dê importância ao sentimento religioso, às disciplinas religiosas [...] Acredito na beneficência, na necessidade de uma vida social hierarquizada. Sou pela aristocracia, pelo governo dos melhores [...] Vi que eles tinham escolas onde iam as crianças dessas classes, outras escolas onde iam crianças de outros meios e que não se misturavam [...] Respeitei tudo isso, tanto porque essa submissão fortaleceu de facti a minha própria política e porque as minhas conviccões me mostraram a legitimidade e a nobreza [...] Mas tudo isso me foi impossível em França [...] E é por isso que talvez não tivesse tido sucesso em Estrasburgo. | ” |
|   | — Hubert Lyautey citado por Raymond Postal . |   |

### Fim da vida na Lorena
Depois do incêndio e pilhagem pelas tropas alemãs da propriedade familiar em Crévic, levados a cabo como represália do tratado de protetorado de Marrocos, o marechal Lyautey decide instalar-se em Thorey, cidade que depois juntará ao seu nome o do célebre residente, passando a chamar-se Thorey-Lyautey.
Ali manda construir um castelo sobre uma casa senhorial herdada da irmã da sua mãe com quem tinha grande proximidade e lá se instala em 1925, aos 71 anos. Em 1926, ali recebe o sultão Mulei Iúçufe.
Em 1931 organiza no Bosque de Vincennes a Exposição Colonial Internacional, da qual é comissário geral, coroando assim o empreendimento francês realizado nas colónias. Atualmente ainda se pode ver o salão que ele usava como local de receção nessa época, no Palácio da Porta Dourada.
No prefácio de uma tradução francesa do «Mein Kampf» de Adolf Hitler advertiu: «Todos os franceses devem ler este livro.» Não de tratava de modo nenhum de uma aprovação; a tradução foi publicada contra a vontade do autor do livro; pelo contrário tratava-se de uma advertência sobre o perigo que representavam para a França os desígnios de Hitler.
O marechal morará em Thorey até à sua morte, a 27 de julho de 1934, com 79 anos de idade. Depois de uma missa em Thorey, o seu corpo foi deposto no jazigo  dos duques da Lorena, na Igreja des Cordeliers de Nancy. Quando a morte do marechal é anunciada, o sultão de Marrocos, que estava em Marselha prestes a embarcar, vai-se inclinar e chora em frente aos restos mortais.
Um ano depois o corpo é sepultado em Rabat, mas em 1961 é trasladado para a capela do Hôtel des Invalides em Paris, a pedido do general de Gaulle, que queria evitar que o mausoléu de Rabat fosse profanado. No seu túmulo está gravada a seguinte inscrição: «Ser daqueles em que os homens acreditam: em cujos olhos quais milhares de olhos procuram a ordem; a cuja voz se abrem estradas, países povoam-se, cidades surgem.»

### O regresso à fé da infância
Tomado nos anos 1880 por um ceticismo religioso que o angustia, o capitão Lyautey encetou uma longa marcha espiritual. O intenso questionamento ao qual se submete não o afasta, contudo, defintivamente da ideia de Deus e da sua admiração pela , da qual continua próximo culturalmente e com a qual partilha a maior parte das posições morais, sociais e políticas. Mantém-se particularmente ligado ao seu condiscípulo, o doutor Paul Michaux, figura emblemática da intelligentsia católica parisiense e fundador, em 1898, da Fédération gymnastique et sportive des patronages de France.
A sua religiosidade após a devoção da infância, pode dividir-se em três períodos: busca e questionamento de juventude face ao seu ceticismo nascente («queria amar Deus, mas não consigo fazê-lo por gratidão» — 13 de dezembro de 1875);, fascínio na sua vida de adulto pelo Deus das ideias («mas a admiração não é amor») e redescoberta tranquila do Deus-Amor na sua velhice. Lyautey atinge plenamente a sua reconciliação com a Igreja na Quinta-Feira Santa de 1930 (17 de abril), quando, depois de se confessar, recebe a comunhão do padre de Thorey, fonte de uma imensa alegria que ele partilha alguns dias depois ao seu amigo Wladimir d'Ormesson e que não o abandonará até à sua morte.
Redescobre também a fé através do escutismo e conhece um chefe escuteiro em vias de ser sacerdote, o futuro padre Patrick Heidsieck, com quem se passa a corresponder depois dele partir para a Polónia. Retoma então o caminho da igreja, da confissão e da oração de joelhos todas as noites. Lyautey terminava assim um longo período de travessia do deserto religioso e reatava a sua fé ardente de juventude.

### Vida privada

#### Segundo os historiadores
Em 1907, tendo passado dos cinquenta anos, o general Lyautey conhece Inès de Bourgoing, com que casa um ano depois, a 14 de outubro de 1909 em Paris. Aquela a que se chamará "a marechala Lyautey" provinha de uma velha família de Nivernais e era viúva do capitão de artilharia Joseph Fortoul, que morreu subitamente. Mostrando grande dedicação, trabalhou junto com o marido, que dizia que ela era «o seu melhor colaborador».
Embora a homossexualidade de Lyautey pareça provada, há autores que preferem falar de uma «sensualidade homófila» e muitos dos seus biógrafos omitem este aspeto da sua personalidade a fim de, segundo Arnaud Teyssier, não manchar a sua reputação. Só a partir dos anos 1970 é que se faz menção a uma inclinação que se encontra nos escritos do oficial, em diferentes obras francesas sobre homossexualidade. O historiador militar Douglas Porch liga a homossexualidade de Lyautey à sua carreira e vê nela, juntamente com o seu monarquismo e as suas maneiras aristocráticas, uma das razões do seu "exílio" nas colónias que se transformará, segundo o historiador, numa verdadeira "Estrada para Damasco". Porch também salienta o paradoxo entre o conservadorismo e a frequentação de círculos artísticos e de políticos de centro-esquerda, cujas ideias políticas estavam bastante distantes das suas.

#### Na literatura
Georges Clemenceau teria dito de Lyautey: «Eis um homem admirável, corajoso que sempre teve os tomates no cu [...] mesmo quando não eram os seus» O Tigre, republicano e anticlerical até ao fim, estava nos antípodas ideológicos do marechal aristocrata, monárquico e católico que era Lyautey. Clemenceau, que combateu os militares aquando do caso Dreyfus, todavia apoiou Lyautey — que exprimia as suas dúvidas sobre a culpabilidade e não era antissemita — e a sua obra marroquina durante a sua carreira presidencial e na presidência da Comissão dos Exércitos. Segundo o general Mordacq, chefe de gabinete do "Ministério da Vitória" e que conhecia o marechal desde Tonquim em 1895, Clemenceau também lamentou a marginalização de Lyautey e a seu abandono de Marrocos durante a Guerra do Rife.
A alusão de Clemenceau à orientação sexual do marechal é notoriamente reproduzida por Christian Gury no seu livro Lyautey-Charlus, dedicado às relações entre Lyautey e a homossexualidade. Nomeadamente, Gury mostra de que forma Lyautey poderia ter servido de modelo ao barão de Charlus, o célebre personagem de Em Busca do Tempo Perdido, de  Marcel Proust. Guy Dupré evoca igualmente a homossexualidade de Lyautey no seu livro Les Manœuvres d'automne e Angelo Rinaldi também o faz várias vezes no livro Service de presse.
Jean Cocteau, que conhecia bem Lyautey, conta que ele lhe tinha pedido um exemplar do Livre blanc, uma obra semi-clandestina publicada em 1928, sem nome de autor, como desenhos homoeróticos no estilo facilmente reconhecível de Cocteau. Depois de o ter lido, Lyautey recebe Cocteau para o felicitar e diz-lhe: «deixo-o com este jovem tenente, vai-lhe explicar isso tudo e dizer-lhe que não se deve obstinar».

## A sua ideia da França
Sendo de origem aristocrática pelo lado da sua mãe, Lyautey tinha opiniões monarquistas. Era defensor da causa legitimista, no que estava em desacordo como o seu pai, um fervoroso orleanista.
A avó de Lyautey por ocasião do seu 80º aniversário teria declarado aos seus inúmeros descendentes reunidos para a ocasião: «Vós sois várias centenas, e eu bendigo o céu porque, havendo legitimistas, orleanistas, bonapartistas, não há um só republicano.»
Mesmo sendo monarquista, tinha preferências pelas famílias de Além-Reno (os Habsburgo), como era frequente entre os lorenos. Dizia-se frequentemente que Lyautey era "legitimista", mas a própria família real sabia bem que ele tinha preferências pelos Habsburgo. Não obstante, juntou-se à república no final da década de 1890, depois de um encontro privado com o papa Leão XIII, aceitando servi-la sem que no entanto negasse as suas convições. Assim, em 1897 afirmou que a a França estava forte apesar da república, por causa da qualidade do seu povo: «é preciso que a massa individual francesa seja de uma qualidade forte para poder resistir a um tal regime.»
| “ | Eu sou um homem do norte, um loreno, um normando, un renano; há todos esses sangues no meu sangue; mas nada que venha de abaixo do Loire... Nunca olhei um tolosano como um compatriota.» | ” |

| “ | Deus sabe se eu amo a Lorena — é a minha terra... Mas quando eu saí da Lorena para ir para a Alsácia, encontrei uma ordem, uma limpeza, uma disciplina que contrastava com o estrume nas ruas das nossas aldeias, o deixa andar. A Alsácia oferecia-me o espetáculo de tudo o que eu amo na nossa velha França e de tudo o que eu admiro na Alemanha — o que há de melhor num e noutro... Não gosto da Prússia. Mas a Alemanha é um grande povo que fez grandes coisas. E eu esperava que tudo isso fosse mantido na Alsácia, estendido a toda a França para seu benefício... | ” |

## Distinções
Foi eleito brilhantemente (com 27 votos) para a Academia Francesa em 1912, na cadeira (fauteuil) 14, sendo acolhido pelo historiador modernista Louis Duchesne, que pronunciou o discurso da sua receção. Foi também membro da Academia de Stanislas.
Foi elevado à dignidade de marechal de França em 19 de fevereiro de 1921. No mesmo dia recebeu do pretendente ao trono francês,  Filipe de Orleães, a placa da Ordem do Espírito Santo. Tinha também a Medalha Militar do marechal Canrobert e a Medalha de Santa Helena que um velho camponês lhe tinha dado porque o seu filho a quem ele a tinha atribuído tinha sido morto no Campo de Honra. Recebeu também a Grande Cruz da Ordem de São Gregório Magno em 1930.
Foi membro do comité de patrocínio da organização escotista Éclaireuses éclaireurs de France desde praticamente a sua fundação em 1911, bem como dos Éclaireuses et Éclaireurs unionistes de France. Em 1929 foi-lhe oferecida a presidência honorária dos Scouts de France. Nem o general Guyot de Salins nem o cónego Cornette teriam aceitado oferecer a presidência honorária de um movimento católico a um homem pudesse estar aberto a a uma crítica, ainda que ligeira, em relação aos príncipes católicos da época. Atualmente o castelo de Thorey-Lyautey alberga um museu do escotismo.
Foi comissário geral da Exposição Colonial Internacional de 1931 e, nessa qualidade, mandou cosntruir o Palácio da Porta Dourada, que até há recentemente albergou o Museu de Artes Africanas e da Oceania e atualmente é a Cité nationale de l'histoire de l'immigration, um museu de história da imigração.
A 3 de Junho de 1932 foi agraciado com a Grã-Cruz da Ordem Militar da Torre e Espada, do Valor, Lealdade e Mérito de Portugal.

## Herança e e homenagens
Em Marrocos, o liceu Lyautey de Casablanca é um dos maiores liceus franceses no estrangeiro. O retrato de marechal Lyautey que ornamenta o estabelecimento foi realizado nos anos 1990, sob proposta da direção. A idade portuária de Kenitra chamou-se Port-Lyautey até ao fim do protetorado.
Em França, no Liceu Militar de Aix-en-Provence existe a Corniche Lyautey desde 1956. Na École de guerre (antigo Collège interarmées de défense) a 17ª promoção tem o nome de Lyautey. O 1º esquadrão do regimento de caçadores baseado em Gap (Altos-Alpes), foi comandado por Lyautey, que desde 1956 é o patrono da unidade. Vários grupos escutistas ostentam o nome de Lyautey.

## Livros
- Le rôle social de l'officier, 1891
- Du rôle colonial de l'armée, 1900
- Dans le Sud de Madagascar, pénétration militaire, situation politique et économique, 1903
- Lettres du Tonkin et de Madagascar : 1894-1899, 1920
- Paroles d'action : 1900-1926, 1927
- Lettres du Tonkin, 1928, illustrée par Jean Bouchaud - éditions nationales (Paris)
- Lettres de jeunesse : 1883-1893, 1931
- Vers le Maroc : lettres du Sud-Oranais : 1903-1907, posthume, 1937
- Notes de jeunesse : 1875-1877, dans Rayonnement de Lyautey, posthume, 1947
- Albert De Mun - Hubert Lyautey : Correspondance (1891-1914), Paris, Société de l'Histoire de France, 2011